# Pavel Popovitch
Pour les articles homonymes, voir Popovitch.
Pavel Romanovitch Popovitch (en russe : Павел Романович Попович) ou Pavlo Romanovytch Popovytch (en ukrainien : Павло Романович Попович) est un cosmonaute soviétique, né le 5 octobre 1930 à Ouzyn, dans l'oblast de Kiev (RSS d'Ukraine) et mort le 30 septembre 2009 à Hourzouf (Crimée), en Ukraine.
Il fait partie du tout premier groupe de cosmonautes soviétiques, sélectionnés en mars 1960.

## Biographie
Il est l'époux de la pilote Marina Popovitch.
Il meurt le 30 septembre 2009 à l'hôpital de Hourzouf, en Ukraine.

## Vols réalisés
- 12 août 1962 : il pilote la mission Vostok 4 et réalise un vol groupé avec Vostok 3. Il revient sur Terre le 15 août 1962.
- 3 juillet 1974 : commandant de Soyouz 14, il effectue le 1er séjour à bord de la station Saliout 3. Il atterrit le 19 juillet 1974.

## Vol prévu
Il devait faire partie du vol Zond 9 en juillet 1969, qui devait contourner la Lune, mais la mission a été annulée.

## Décorations
Principaux titres et décorations :
- Deux fois Héros de l'Union soviétique :

le 18 août 1962 (médaille no 11117)
le 20 juillet 1974 (médaille no 90)
- Ordre du Mérite pour la Patrie
- Deux fois l'ordre de Lénine
- Ordre de l'Étoile rouge
- Ordre de l'Amitié des peuples
- Ordre de l'Insigne d'honneur
- Ordre de l'Honneur (Russie)
- (8444) Popovich, astéroïde nommé en hommage.